# Земля Чарли
«Земля Чарли» или «Страна Чарли» (англ. Charlie's Country) — кинофильм режиссёра Рольфа де Хеера, вышедший на экраны в 2013 году.

## Сюжет
Чарли — немолодой абориген, живущий в одном из селений Арнем-Ленда. Ему не нравятся пища и образ жизни, навязываемые белыми. Своё разочарование он глушит выпивкой и травкой, которую курит несмотря на больные лёгкие. После того, как полиция отбирает у него охотничье ружьё и сделанный им гарпун, Чарли решает вернуться к жизни предков и уходит в буш, где охотится и живёт в шалаше. Однако с приходом дождей у него обостряется заболевание лёгких, и лишь благодаря другу его спасают и отправляют в больницу в Дарвине. Чарли не хочет оставаться под присмотром врачей и присоединяется к группе аборигенов-алкоголиков, живущих на краю города. Выпивка приводит к столкновению с полицией, и Чарли оказывается в тюрьме. После досрочного освобождения он возвращается в свой посёлок.

## В ролях
- Дэвид Галпилил — Чарли
- Питер Джигирр — Чёрный Пит
- Люк Форд — полицейский Люк
- Бобби Бунунгурр — Бобби
- Дженнифер Будукпудук Гайкамангу — Фэйт
- Дэн Уилли — доктор в общине
- Гэри Суит — владелец магазина в Дарвине
- Бояна Новакович — офицер по досрочному освобождению

## Награды и номинации
- 2013 — приз зрительских симпатий кинофестиваля в Аделаиде.
- 2014 — приз лучшему актёру программы «Особый взгляд» Каннского кинофестиваля (Дэвид Галпилил).
- 2014 — две номинации на Азиатско-Тихоокеанскую кинопремию за лучшую режиссуру (Рольф де Хеер) и за лучшую мужскую роль (Дэвид Галпилил).
- 2013 — приз зрительских симпатий кинофестиваля в Любляне.
- 2015 — премия Австралийской киноакадемии за лучшую мужскую роль (Дэвид Галпилил), а также 4 номинации: лучший фильм, лучший режиссёр (Рольф де Хеер), лучший оригинальный сценарий (Рольф де Хеер, Рольф де Хеер), лучший звук (Джеймс Карри, Том Хойценрёдер).
- 2015 — две премии Австралийского общества кинокритиков за лучший фильм и за лучшую режиссуру (Рольф де Хеер), а также три номинации: лучший сценарий (Рольф де Хеер, Рольф де Хеер), лучший актёр (Дэвид Галпилил), лучшая операторская работа (Иэн Джонс).